# Dendrobium praecinctum
Dendrobium praecinctum är en orkidéart som beskrevs av Heinrich Gustav Reichenbach. Dendrobium praecinctum ingår i släktet Dendrobium, och familjen orkidéer. Inga underarter finns listade i Catalogue of Life.